# مطار أبو ديا
مطار أبو ديا (إياتا: AOD) هو مهبط للطائرات يخدم بلدة أبو ديا، وهي بلدة في منطقة سلامات في تشاد.
يقع المطار على ارتفاع 480 متر (1,575 قدم) فوق مستوى سطح البحر. له مدرج واحد محدد 11/29 مع سطح طيني يبلغ قياسه 1,400 by 42 متر (4,593 قدم × 138 قدم).